# Wiveliscombe
Wiveliscombe è un paese di 2 670 abitanti del Somerset, in Inghilterra.